# توماس بيرا
توماس بيرا (بالإسبانية: Tomás Berra) هو لاعب كرة قدم أرجنتيني في مركز الدفاع، ولد في 19 فبراير 1991 في روساريو في الأرجنتين. لعب مع أرسنال ساراندي وروزاريو سنترال.

## وصلات خارجية
- توماس بيرا على موقع قاعدة بيانات كرة القدم.إي يو (الإنجليزية)
- توماس بيرا على موقع Soccerway.com (الإنجليزية)